# Алхазов, Албури Магомедович
Албури Магомедович Алхазов (27 ноября 1910, село Урахи, Дагестанская область, Российская империя — 29 марта 1986, Москва) — видный советский архитектор и военный инженер, автор многочисленных построек в Москве, Крыму, Абхазии, Махачкале. Член Союза архитекторов СССР (1939), заслуженный архитектор РСФСР (1985). заслуженный работник МВД СССР, заслуженный деятель искусств РСФСР и Дагестанской АССР.

## Биография
Родился в 1910 г. в селе Урахи. Даргинец. С 1924 учился и воспитывался в Интернате Горцев в г. Буйнакске, затем в 1-м Дагестанском педагогическом техникуме (1927 г.). 
Был направлен на Рабфак Искусств в Москве (1927—1930), после чего продолжал обучение в МАРХИ (1930—1935). В 1935—1937 работал в мастерской по проектированию зданий при МАРХИ, в качестве помощника архитектора И. С. Николаева. 
С 1937 — в Проектной Конторе НКВД. 
В 1941—1945 — в действующей армии. Был заместителем начальника Дорожного отдела 40-й армии. Награждён Орденом Красной Звезды (1943), Орденами Отечественной войны I и II степени (1944 и 1945). 
По окончании войны вернулся на работу в проектную организацию. После расформирования НКВД работал в проектных конторах при МВД и МО. 
С 1950 - начальник и Главный Архитектор Центральной Проектной Конторы МВД; после 1960 - главный инженер ЦПИ-20. Участвовал в создании генерального плана города Ленинское (с 1995 — Байконур) и строительстве военно-стратегических объектов в СССР и странах ОВД. Проектировал санаторно-курортные комплексы в Крыму и Абхазии и городах Кавказских Минеральных Вод. Участвовал в проектировании здания МАДИ.
В 1974 году вышел в отставку в звании инженер-полковник.
Скончался в 1986 году. Похоронен в Москве на Митинском кладбище (17-й уч.).

## Проекты и постройки
в Москве
- 1936 — участие в разработке одного из вариантов генплана ВСХВ (ВДНХ).
- 1937 — реконструкция Микояновского мясокомбината (совместно с А. А. Осмером).
- 1938 — станция водоснабжения Московского мясокомбината.
- 1940 — жилой дом № 35/30 по Кутузовскому проспекту (соавтор — А. В. Мезьер).
- 1940 — жилой дом № 8-12 по Садовой-Сухаревской ул. (соавтор — Б. К. Мирович).
- 1940 — жилой дом № 8/2 по Ленинградскому шоссе (соавтор — А. В. Мезьер). (Корпус по 1-му Новоподмосковному переулку и по улице Зои и Александра Космодемьянских до арки пристроен в 1952 по проекту других авторов).
- Дача Верховного Главнокомандующего Вооружёнными силами СССР Иосифа Сталина.
- 1940 — участие в конкурсе на проект типового клуба (поощрительная премия). Проект № 190 под девизом «Чайка», соавторы — В. В. Ильяшев и техник Е. Н. Алфимов..
- 1956 — реконструкция НИИ Геохимии (дом № 19 по улице Косыгина; совместно с С. Е. Чернышёвым).
- 1956 — здание МАДИ, Ленинградский проспект, 64 (в довоенные годы в качестве соавтора А. Э. Зильберта, в 1946—1956 — главный архитектор проекта; соавтор — С. Е. Чернышёв).
- 1956 — госпиталь МВД на Пехотной улице (в качестве соавтора Е. Л. Кекушевой).
- 1972 — учебно-лабораторное здание МАДИ, Ленинградский проспект, 64/2.

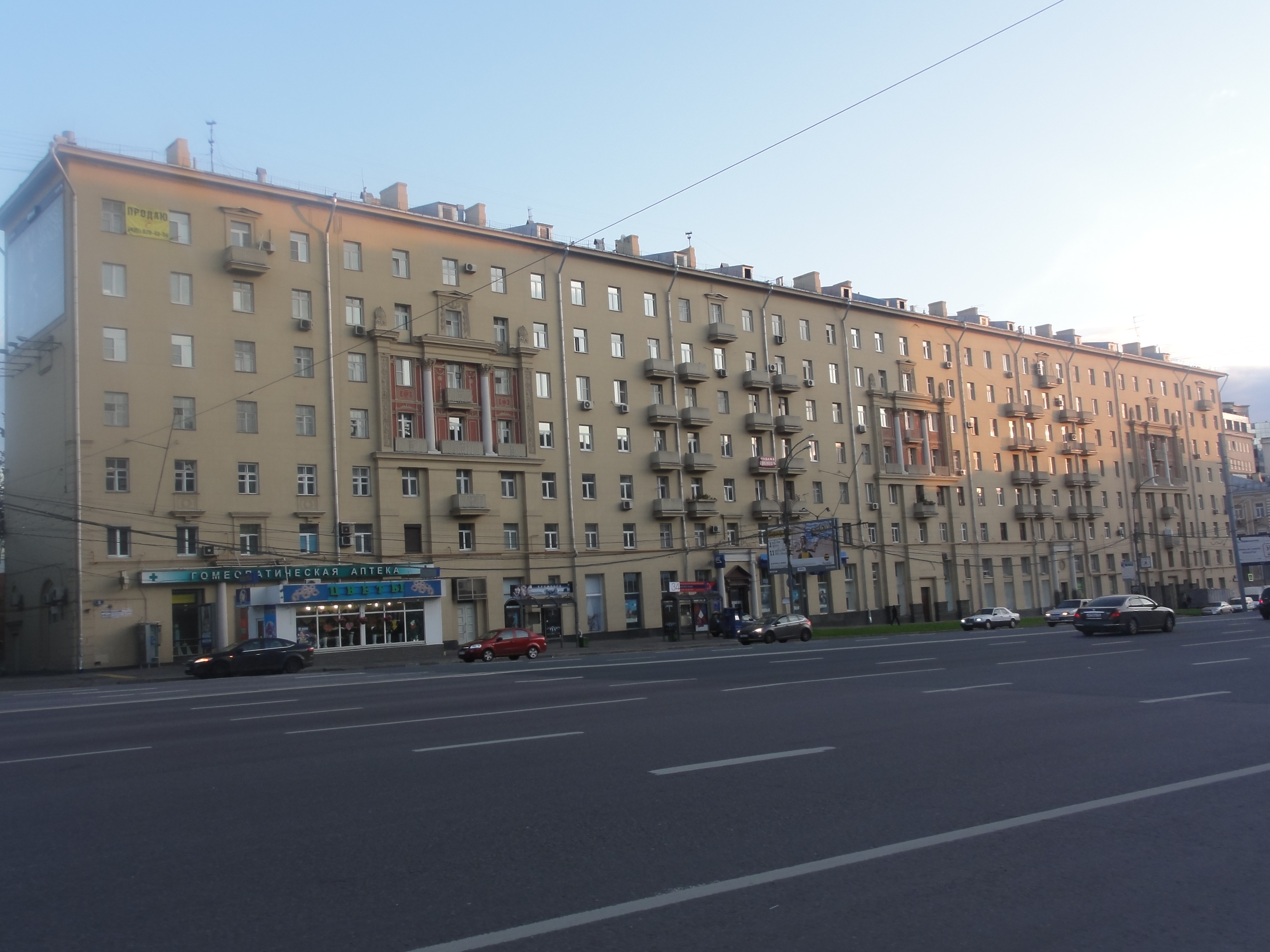
Жилой дом на Садовой-Сухаревской улице,  8—12. Общий вид
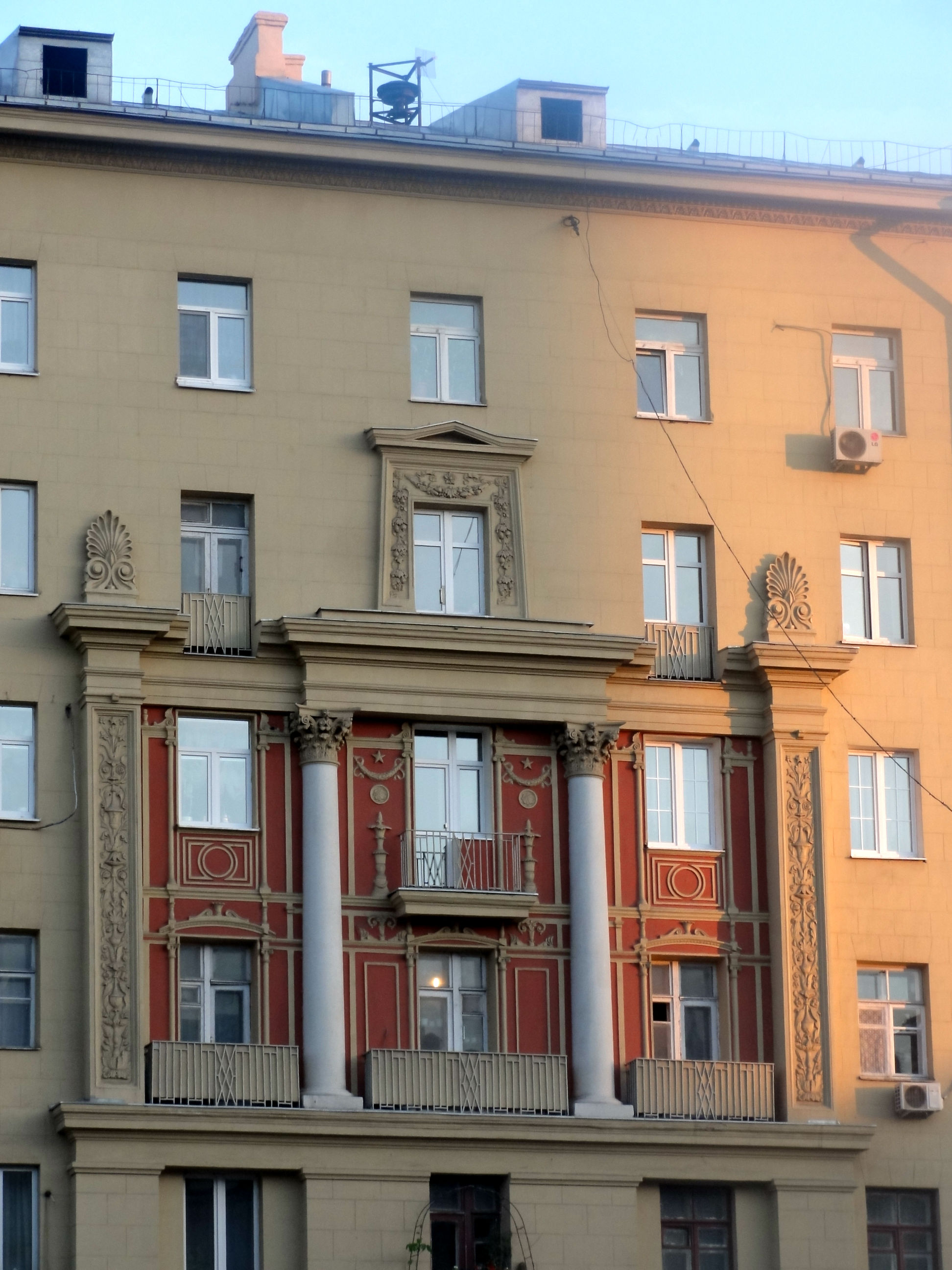
Жилой дом на Садовой-Сухаревской улице,  8—12. Фрагмент фасада.
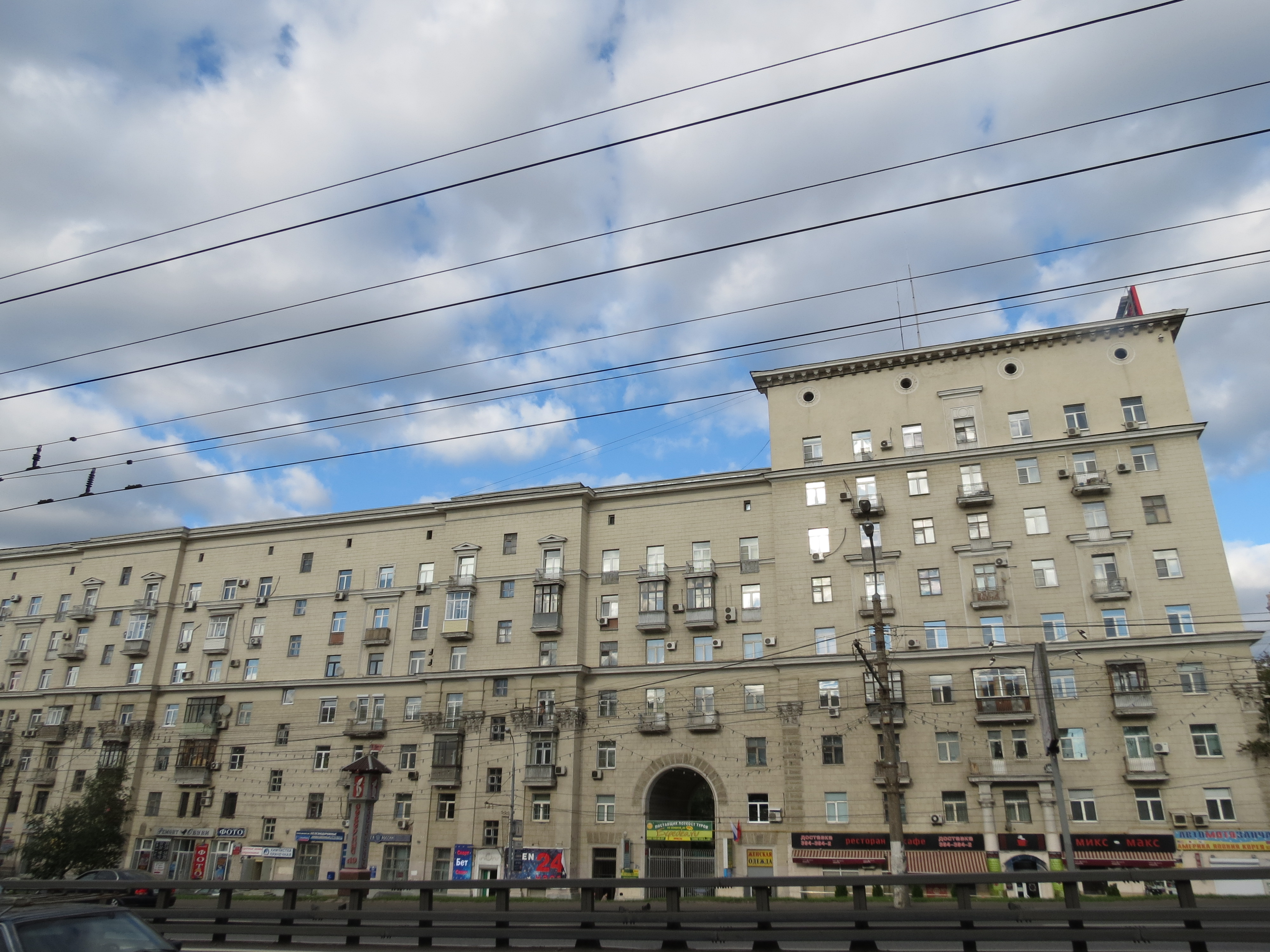
Жилой дом на Ленинградском шоссе, 8/2
Портик главного входа МАДИ
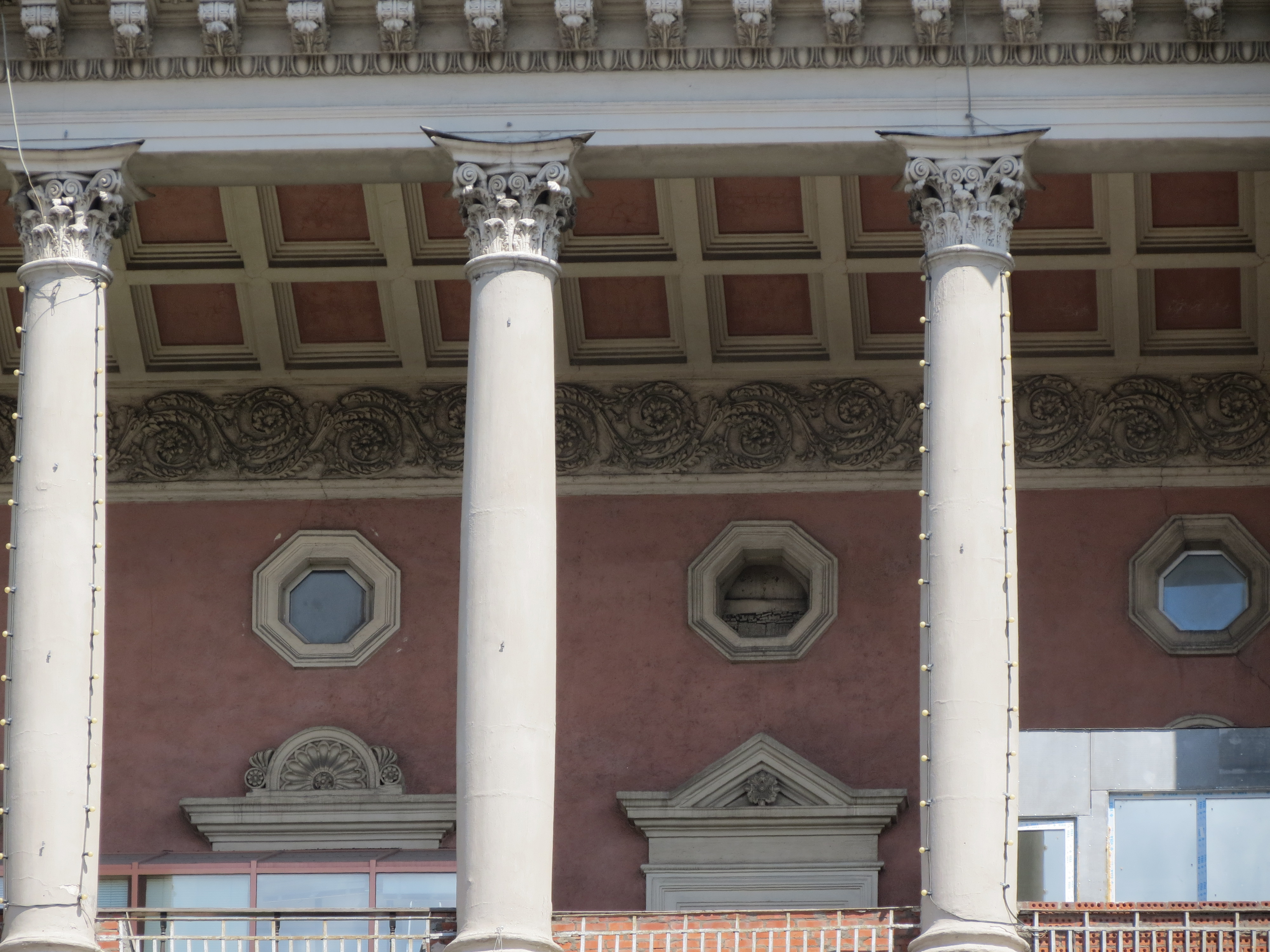
Жилой дом на Кутузовском проспекте, 35/30. Фрагмент фасада

В Махачкале
- 1954 — здания МВД и ФСБ Республики Дагестан.
- 1959 — памятник поэту Гамзату Цадасе.
- 1960 — памятник поэту Сулейману Стальскому.
- 1967 — Дом Правительства РД.

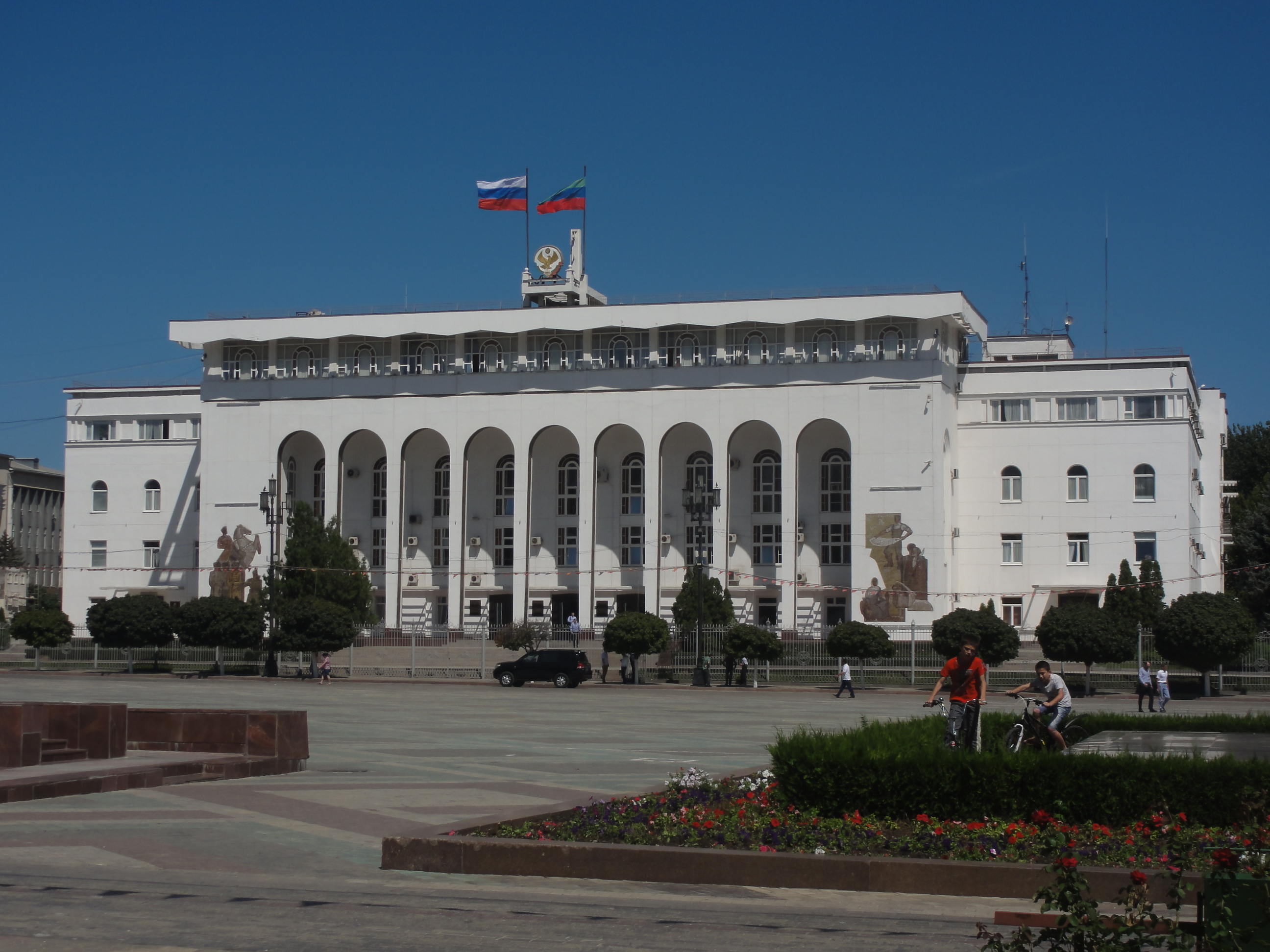
Дом Правительства в Махачкале. Общий вид
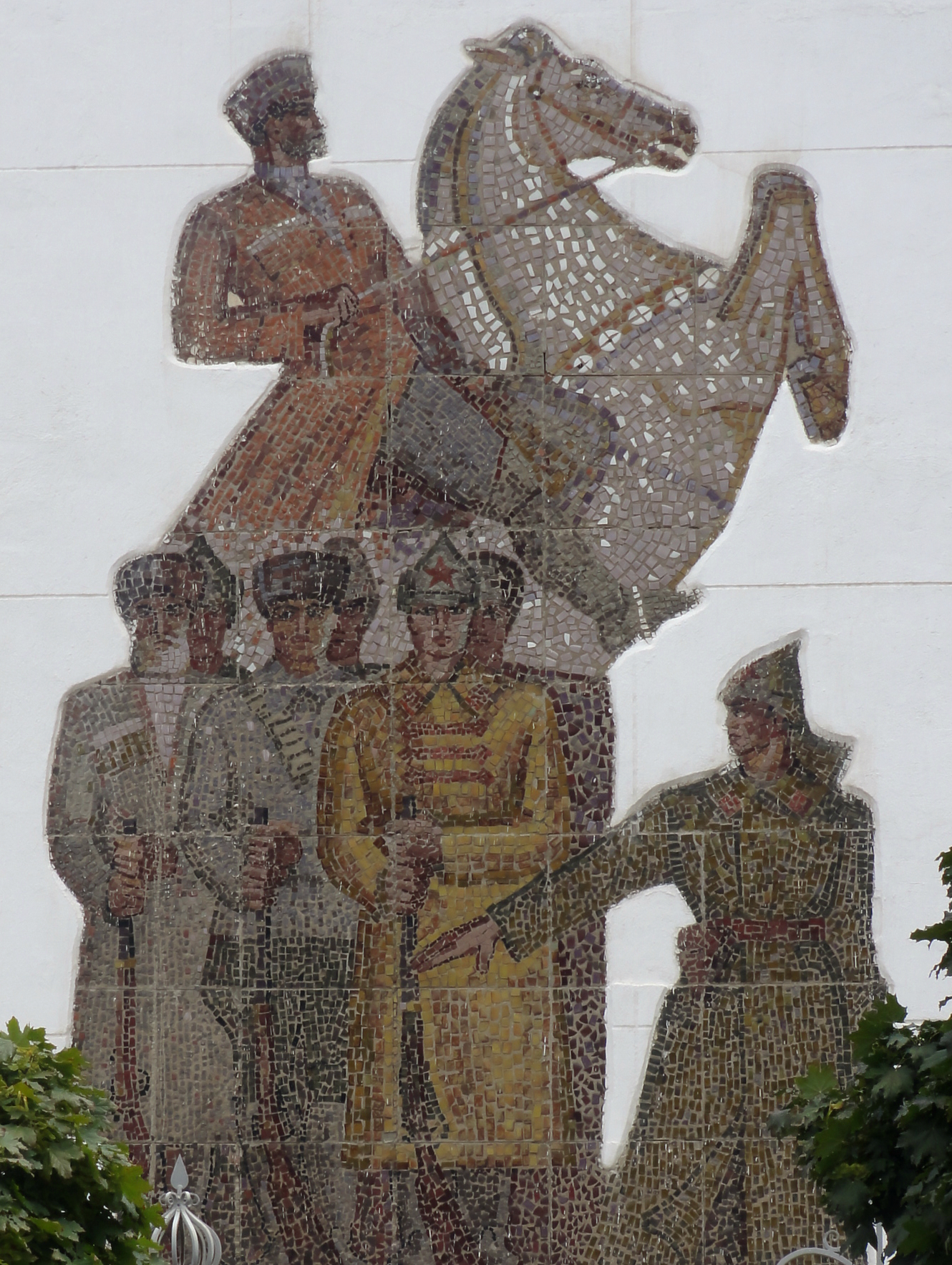
Дом Правительства в Махачкале. Фрагмент фасада

В других городах
- 1936 — школа-десятилетка в Волгограде.
- 1952 — санаторий «Горный воздух» в Кисловодске (сейчас — санаторий «Эльбрус»; соавторы А. В. Мезьер и И. Н. Заков).
- 1954 — санаторий имени 17-го партсъезда в Гагре (сейчас — санаторий «Амра»; соавтор — П. С. Ковалев). В 1953 г. здание было выдвинуто на соискание Сталинской премии; в начале 1954 г. рассмотрение кандидатуры было отложено, так как строительные работы ещё не были закончены.
- 1965—1972 — вариант генплана города Ленинское и жилые и общественные здания.
- 1972—1973 — памятник воинам-урахинцам, погибшим на фронтах Великой Отечественной войны, в селе Урахи, в республике Дагестан.

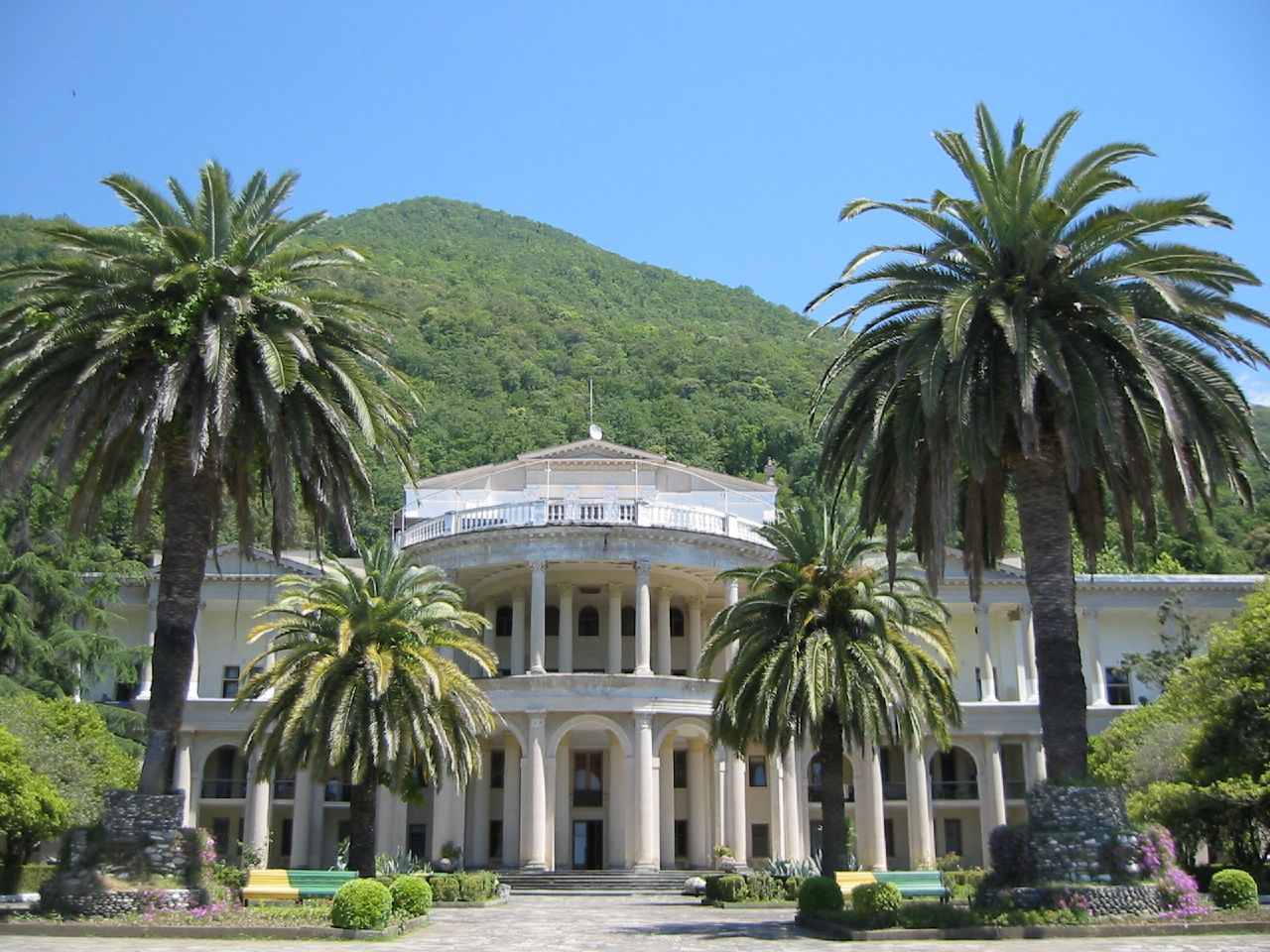
Санаторий имени 17-го партсъезда в Гагре.

## Память
- Памятная доска на здании МАДИ (2009).
- Памятная доска на здании МВД и ФСБ Республики Дагестан в Махачкале (2014, авторы — Али и Магомед Магомедовы).

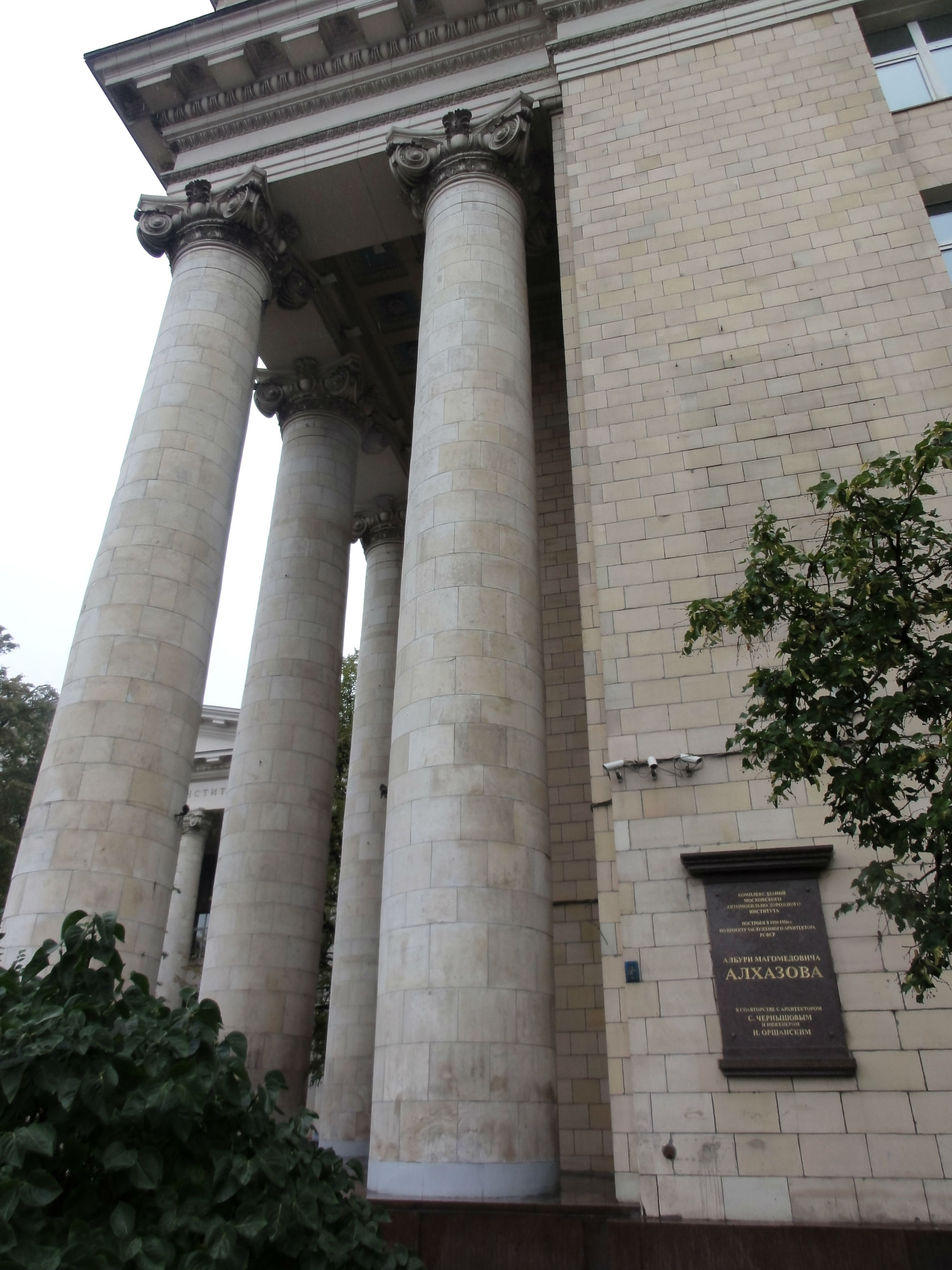
Памятная доска на здании МАДИ
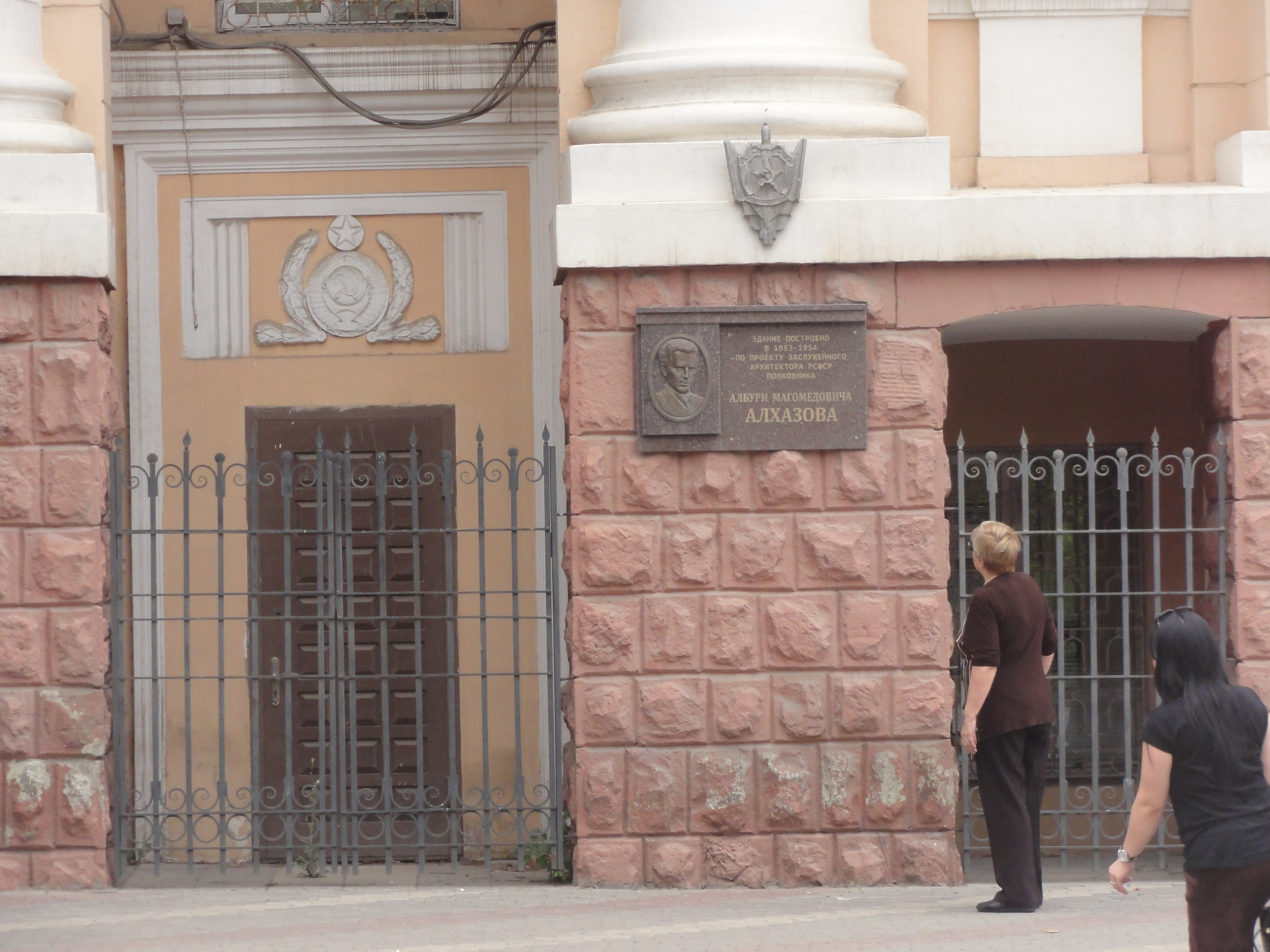
Памятная доска на здании МВД в Махачкале